# Kajman klínohlavý
Kajman klínohlavý (Paleosuchus trigonatus) je malý druh krokodýla z čeledi aligátorovitých obývající část Jižní Ameriky. Poprvé byl popsán německým klasicistou a přírodovědcem Johannem Gottlobem Schneiderem v roce 1801. Žije převážně v tekoucích říčkách deštného pralesa, aktivní je především v noci. Patří mezi málo ohrožené druhy, jeho populace v přírodě čítá více než milion jedinců.

## Popis
Kajman klínohlavý je malý druh krokodýla, je ale o něco větší než kajmánek trpasličí (jinak známý jako kajman hladkočelý), samice dorůstají obvykle délky 130–140 cm a samci 140–180 cm (největší doložený exemplář ovšem měřil 225 cm) . Nazývá se kajman klínohlavý, jelikož jeho hlava připomíná zejména ze svrchního pohledu jakýsi klín.

## Výskyt a biotop
Rozšířený je pouze v oblastech Jižní Ameriky, to zahrnuje Guyanu, Francouzskou Guyanu, Surinam, rozsáhlé oblasti centrální a severní Brazílie, severní Bolívii, východní části Peru, Ekvádoru, Kolumbie a většinu Venezuely. Na rozdíl od ostatních druhů jako kajmánka trpasličího žije i ve vyšších nadmořských výškách, zejména v oblasti Guyanské vysočiny, kde vystoupá do horních toků řek a žije zde v prudce tekoucích a relativně chladných vodách. Nemá rád vysoké teploty, vyhledává hlavně chladnější místa s teplotami do 25 °C. Je velmi aktivní v noci, kdy se vydává po setmění lovit i daleko od břehu, někteří autoři uvádějí i schopnost šplhat po silnějších kmenech stromů, před rozedněním se vrací do vodních toků.

## Potrava a rozmnožování
Mláďata se živí převážně hmyzem a různými druhy bezobratlých, postupem času začnou lovit i menší savce, plazy, obojživelníky, ryby a ptáky. Příležitostně loví i exempláře vlastního druhu.
Období páření spadá v přírodě a většinou i při chovu v teráriu do letních měsíců. Koncem léta vybuduje samice poblíž vody hnízdo z větviček, zetlelých kořenů a organických zbytků do kterého snáší 15–25 vajec. Po uplynutí inkubační doby (zhruba 3 měsíce) pomáhá samice mláďatům s vylíhnutím. Malý kajmánci měří po vylíhnutí 20–25cm.